# Herred
Een herred (bokmål en Deens) of herad (Nieuwnoors) is een bestuursdistrict in Scandinavische landen. Het woord heeft zijn oorsprong in het Oudnoorse woord herað. Herað kent vier betekenissen, waarvan twee bestuurskundige en twee  taalkundige. Het woord/begrip wordt gewoonlijk meer gebruikt in het Nieuwnoors.

## Noorwegen
In Noorwegen wordt herred gebruikt voor twee vergelijkbare begrippen:
1. in de zin van een bestuurskundige, aardrijkskundige eenheid op regionaal of lokaal niveau overeenkomstig het bestuur van de gemeentes. Het bestuurlijk orgaan wordt dan herredsting (bokmål) of heradsting (Nieuwnoors) genoemd. Deze betekenis stamt uit de middeleeuwen en is vooral gebruikelijk in de streek Østlandet.
2. in de zin van een begrensd, aardrijkskundig (niet stedelijk) gebied dat lokaal wordt bestuurd en als een eenheid wordt geadministreerd, kortom een plattelandsgemeente. Deze vorm bestond tussen 1863 en 25 september 1992, toen het verschil tussen stedelijke gemeenten en plattelandsgemeenten in de wet van gemeenten (Noors: Kommuneloven) werd opgeheven. Let wel op dat in Noorwegen nog steeds stadsrechten aan steden worden verleend, en er dus op die manier nog steeds sprake van een stadsgemeente kan zijn.
  - Enkele Noorse gemeenten die herad gebruiken in plaats van 'gemeente' in hun officiële naam:
    - Granvin herad (Provincie Hordaland), inmiddels opgegheven en vervangen door
    - Voss herad (provincie Vestland).
    - Kvam herad (Provincie Hordaland)
    - Ullensvang herad (Provincie Hordaland)
    - Ulvik herad (Provincie Hordaland)

### Taalkundig
1. is het woord verwant aan het Noorse woord hær, dat leger betekent,
2. betekent het 'dorp' - bygd - zoals in de namen Krødsherad en Kvinnherad (Telemark).

## Denemarken
In Denemarken is een herred historisch de aanduiding voor een rechtsgebied op het platteland. Tegenover de herred stond de stad, in Denemarken aangeduid als Købstad. 
Een herred, Deens meervoud: herreder,  was verdeeld in sogne. De sogn bestaat nog steeds als parochie van de Deense Volkskerk. Op Jutland vormden een aantal herreder gezamenlijk een syssel. Van de eilanden was alleen Seeland verdeeld in syssel. Het begrip syssel is nog terug te vinden in Vendsyssel, de meest noordelijke van de oorspronkelijke sysler.
De indeling in syssel en herred is al terug te vinden in Kong Valdemars Jordbok uit de 13e eeuw. Ook de voormalige Deense gebieden van het huidige Zweden (Skåne, Blekinge en Halland) en in het hertogdom Sleeswijk kenden herreder.  Het begrip komt in het noorden van Sleeswijk-Holstein nog voor in geografische namen en historische documenten onder de naam Harde; zie bijvoorbeeld: Föhr en Harrislee. 